# Jean-Charles Richard Berger
Pour les articles homonymes, voir Berger (homonymie).
Jean-Charles Richard Berger connu simplement comme Jean Berger (né le 8 décembre 1924 et mort le 11 février 2001) est un commentateur de radio, journaliste et homme politique fédéral du Québec.

## Biographie
Né à Ville Montmorency dans la région de la Capitale-Nationale, M. Berger devient député du Parti libéral du Canada dans la circonscription de Montmagny—L'Islet en 1963. Réélu en 1965, il fut défait dans Kamouraska par le créditiste Charles-Eugène Dionne en 1968.